# Willow Oak (Florida)
Willow Oak es un lugar designado por el censo ubicado en el condado de Polk en el estado estadounidense de Florida. En el Censo de 2010 tenía una población de 6.732 habitantes y una densidad poblacional de 816,34 personas por km².

## Geografía
Willow Oak se encuentra ubicado en las coordenadas 27°55′19″N 82°1′27″O / 27.92194, -82.02417. Según la Oficina del Censo de los Estados Unidos, Willow Oak tiene una superficie total de 8.25 km², de la cual 8.18 km² corresponden a tierra firme y (0.79%) 0.06 km² es agua.

## Demografía
Según el censo de 2010, había 6.732 personas residiendo en Willow Oak. La densidad de población era de 816,34 hab./km². De los 6.732 habitantes, Willow Oak estaba compuesto por el 70.42% blancos, el 7.1% eran afroamericanos, el 0.39% eran amerindios, el 0.55% eran asiáticos, el 0.01% eran isleños del Pacífico, el 19.28% eran de otras razas y el 2.24% pertenecían a dos o más razas. Del total de la población el 37.12% eran hispanos o latinos de cualquier raza.